# Gli effetti secondari dei sogni
Gli effetti secondari dei sogni è un libro di Delphine de Vigan, scrittrice francese.

## Trama
La storia racconta di due ragazze, Lou e No.
Lou ha 13 anni e un quoziente intellettivo di 160: ha saltato due classi e per un certo periodo ha frequentato un collegio. 
Lou però non è una ragazza felice, infatti le cose a casa vanno male: il padre, per il bene di Lou, nasconde il proprio fallimento sotto una finta maschera di felicità, la madre invece, è depressa a causa di una tragedia di cui nessuno parla mai, la morte della sorella minore Thaïs, causata dalla Sindrome della morte improvvisa del lattante, quando Lou aveva solo 8 anni, e per questo non ha più nessuna dimostrazione di affetto verso la figlia.
I compagni di classe la ignorano a causa della sua intelligenza. Tutti tranne uno, Lucas, il re del liceo, diciassettenne un po' difficile, l'antitesi di Lou (che per lui ha una cotta), ma che appunto per questo vuole conoscerla e che l'aiuterà nel momento in cui ne avrà più bisogno.
A Lou piace vedere nei volti della gente la gioia e l'emozione: per questo passa la metà del suo tempo alla stazione per osservare la gente che si lascia o che si ritrova. Qui incontra Nolween, detta No, diciottenne che vive in strada, beve alcolici e fuma. 
Per un compito di scienze economiche e sociali Lou deve fare una relazione sulle donne senzatetto e chi meglio di No può aiutarla?
Con la scusa delle interviste per la relazione, tra le due nasce un rapporto strano, fatto di odio e di amicizia, di curiosità per il modo di vivere dell'altra. Lou invita, con il consenso dei genitori, No a vivere con loro e così la madre ricomincia a parlare e ad avere più amore verso Lou. Però, dopo qualche tempo, No va via di casa, a causa delle sue dipendenze, ma trova posto da Lucas che, anche lui con una situazione familiare difficile, vive praticamente da solo.
Ma le nuove speranze di Lou si spengono di nuovo: No è costretta ad andarsene per l'ennesima volta, poiché il padre di Lou ha scoperto che No ha trovato alloggio da Lucas, e che Lucas vive senza i genitori. Allora No decide di partire per ritrovare il suo ragazzo Loìc e stavolta Lou vuole andare con lei: però prima di partire, dopo aver passato due giorni fuori casa, No abbandona Lou in stazione e scompare, lasciando la ragazzina sola e infelice. Poco dopo la partenza di No però, tra la tristezza e la malinconia, seduta a un tavolo di un bar con Lucas, viene baciata da quest'ultimo.

## Edizioni
- Delphine de Vigan, Gli effetti secondari dei sogni, traduzione di Marco Bellini, Collana Scrittori italiani e stranieri, Milano, Mondadori, 2008,  p. 239, ISBN 978-88-04-57873-4.

## Adattamento cinematografico
- No et moi, regia di Zabou Breitman (2010)